# Iveco LMV
Iveco LMV (Light Multirole Vehicle) — армейский многоцелевой бронированный автомобиль итальянского производства.
Разработан коллективом конструкторов компании «Iveco Defence Vehicles» (дочерней компании итальянской корпорации «IVECO»), первый из десяти прототипов был изготовлен в 2001 году.

## Описание
Автомашина была спроектирована с учётом опыта эксплуатации машин аналогичного назначения в ходе конфликта на Балканах в 1990-е годы. На этапе эскизного проектирования машины было принято решение обеспечить высокий уровень противоминной стойкости машины.
Для снижения стоимости машины и последующих эксплуатационных и ремонтных расходов в конструкции использованы многие узлы и агрегаты от ранее выпускавшихся моделей коммерческих автомашин (в частности, двигатель и трансмиссия от легкового автомобиля повышенной проходимости «Ивеко-2500»).
По утверждению разработчика, LMV является первой в мире машиной этого класса, у которой система противоминной защиты встроена и является составным элементом ходовой части. Конструкция машины спроектирована также с учётом возможности установки модулей пассивной брони, по некоторым данным, марки AMAP германской компании IBD. Каркас машины трубчатый из высокопрочных стальных труб увеличенного диаметра. Все выпускаемые машины Iveco LMV оснащаются узлами для установки навесных бронемодулей (бронепанелей), однако сами бронемодули не входят в комплект поставки.
Iveco LMV обеспечивает защиту от огня стрелкового оружия калибров 5,56 и 7,62 мм, импровизированных взрывных устройств и инженерных мин, а дополнительно установленные навесные модули пассивной брони способны обеспечить защиту от огня крупнокалиберных пулемётов.
По требованиям STANAG 4569 Уровень 2, необходимый уровень противоминной стойкости должен обеспечивать защиту при наезде колесом на противотанковую мину фугасного действия с массой заряда 6 кг. Для снижения воздействия ударной волны при подрыве мины максимально увеличен клиренс (0,473 м), нижняя часть днища в районе кабины экипажа выполнена V-образной формы с использованием слоистого материала типа «сэндвич», что в совокупности служит отклонению в боковых направлениях и поглощению, за счёт собственной деформации слоистой структуры материала днища, фугасного действия взрыва. Жизненно важные агрегаты (трансмиссия, топливный бак) смещены в заднюю часть машины.

## Основные ТТХ
- максимальная масса буксируемого груза — 4200 кг
- коробка передач — автоматическая шестиступенчатая
- Преодолеваемые препятствия: брод глубиной 0,85 м (с предварительной подготовкой — 1,5 м), стенка высотой 0,5 м

На автомобиле может быть установлено различное пулемётное вооружение, в том числе дистанционно управляемое на модули типа Protector RWS.
В 2010 году стоимость производства на итальянском заводе в Больцано одного небронированного Iveco LMV M65 составляла 170 тысяч евро, с установленными модулями навесной брони IBD — от 256 тысяч евро, с установленным модулем вооружения (пулемёт, радиостанция, гранатомёт) — от 461 тысячи евро.

## Закупка МО РФ
Первое появление бронемашин Iveco LMV в России относится к 2009 году, когда ОАО «КамАЗ» при содействии ОАО «Ростехнологии» за свой счёт приобрело и ввезло в страну для испытаний два бронеавтомобиля этого типа. В это же время появились первые сообщения о планах принятия Iveco LMV на вооружение российской армии. В 2010 году были куплены ещё две LMV, а в конце 2010 года — уже на средства Министерства обороны РФ — ещё 10 машинокомплектов, собранных на КамАЗе и получивших официальное название «Рысь». Согласно таможенной декларации, каждый машинокомплект обошёлся автозаводу в 12 млн рублей.
При этом, в марте 2010 года официальный представитель Минобороны РФ полковник Алексей Кузнецов опроверг информацию о намерении ведомства закупить крупную партию итальянских бронемашин Iveco и заявил, что Минобороны не рассматривает вопрос о приобретении иностранной бронетехники.
Тем не менее, бронемашина была принята на снабжение российской армии приказом министра обороны № 650 от 16 июня 2010 года.
В декабре 2010 года стало известно, что Министерство обороны РФ приняло Iveco LMV на снабжение российской армии и выделило около 30 млрд рублей на приобретение 1775 машин в течение 2010—2016 годов. При этом сборка машин (под маркой «Рысь») должна была проходить на территории России. По словам первого замминистра обороны РФ Владимира Поповкина, по сути это будет «отвёрточная сборка».
Стоимость единицы ввезённой техники в 2011 году составила «от 500 тысяч долларов».
В декабре 2011 года Россия и Италия подписали контракт о производстве бронемашин «Рысь» на ООО «МВПС» — совместном предприятии ОАО «Оборонсервис» и концерна Iveco, расположенном в Воронеже. 14 марта 2012 года пресс-секретарь министра обороны РФ Ирина Ковальчук сообщила, что в 2012 году в вооружённые силы «поступят первые 57 автомобилей, произведённые в Воронеже». По её словам, локализация производства «Рысей» на воронежском предприятии в настоящее время составляет 10 %, а к 2014 году достигнет 50 %.
В начале апреля 2012 года министерство обороны объявило о продаже двух ранее состоявших на вооружении бронемашин как имеющих 80 % износ. По состоянию на конец июля 2012 года себестоимость сборки одной машины «Рысь» для министерства обороны РФ составляла 20 млн рублей.
21 сентября 2012 года министр обороны РФ Анатолий Сердюков заявил, что российская армия нуждается более чем в 3 тысячах бронемашин «Рысь» разработки итальянской компании «Ивеко».
26 декабря 2012 года заместитель министра обороны РФ Юрий Борисов сообщил о решении сменить технологического партнёра для Iveco в производстве бронемашин «Рысь» — с 2013 года их сборка будет проходить в Набережных Челнах, на предприятии «КамАЗ». Борисов также сообщил, что «на сегодняшний день у России имеется контракт на сборку 358 бронеавтомобилей Iveco, и 57 из них уже собраны на мощностях предприятия в Воронеже… Что касается контракта на эти 358 машин — я не вижу оснований для его пересмотра».

### Критика закупки для вооружённых сил РФ
Закупка и принятие на вооружение иностранной бронемашины Iveco LMV при наличии на вооружении бронемашины «Тигр» отечественного производства вызвали критические замечания.
В частности, было отмечено, по комплексу характеристик «Рысь» существенно уступает «Тигру» — у «Рыси» при весе 7,2 тонны двигатель мощностью 190 л. с., и сама машина не обладает никаким модернизационным потенциалом. У почти восьмитонного «Тигра» последних модификаций 6-го класса защиты мощность отечественного дизеля около 400 л. с. и машина имеет очень хороший модернизационный потенциал. Но, как заявил начальник ГАБТУ генерал-майор Александр Шевченко по поводу испытаний бронеавтомобиля «Тигр» с шестым классом защиты — «Тигров» с таким уровнем бронирования на испытания представлено не было.
Были отмечены проблемы с противопульной защитой — ряд мест, где она не просто была ослаблена, а полностью отсутствовала. Так, бронепанели кузова разделены толстым уплотнителем из резины, а отверстия в передних дверях, через которые проходят рычажки регулировки зеркал, никак не защищены.
Достать раненого водителя возможно только снаружи, стрельба из личного оружия экипажа невозможна. Боекомплект для вооружения, установленного на машину, и для табельного оружия солдат находится на крыше и в незащищённом кормовом отсеке, то есть перезарядить оружие в условиях боя практически невозможно. Неудачно расположены места для личного состава — на заднем ряду тесно, трудно высидеть там несколько часов при полной экипировке.
Также было отмечено, что ключевые узлы LMV M65 Iveco — не итальянского происхождения. Композитная броня с керамикой — немецкая, в её основе голландские материалы (органиты), двигатель американский, коробка передач — немецкая. Лицензии на производство этих узлов нельзя получить у Италии. Таким образом, в России возможна только сборка бронемашин из машинокомплектов, изготовленных в Италии.
Отмечено, что сборка обходится втрое дороже приобретения отечественных «Тигров».
Авторы отмечали нарушения при проведении войсковых испытаний машины:
- так, испытания на полигоне в Бронницах проходили в хорошую летнюю погоду, а вовсе не в снег и мороз или осеннюю распутицу[20]
- в другом случае, осенью 2011 года во время демонстрации на выставке в Нижнем Тагиле «Рысь» попросту объезжала крупные препятствия[21], в то время как «Тигр» преодолел их все[7].

Представители Минобороны утверждают [кто?], что технологии Iveco, воплощённые в бронеавтомобиле LMV M65, помогут российским специалистам в создании перспективного бронетранспортёра «Бумеранг», который придёт на смену БТР-80 и БТР-82. По заявлению автора статьи, «…это полная бессмыслица. Бронетранспортёры и бронеавтомобили — машины совершенно разных классов и разного предназначения».
В январе 2013 года Минобороны России, закупив полторы тысячи бронемашин Iveco, приостановило дальнейшую закупку этих машин и не планирует закупать их в дальнейшем, сообщил главком Сухопутных войск РФ Владимир Чиркин журналистам в Ижевске.

## Варианты и модификации
- VTLM «Lince» — модификация, принятая на вооружение армией Италии и Испании.
- CLV «Panther» (Command and Liaison Vehicle) — модификация для армии Великобритании, собиравшаяся на предприятии BAE в городе Ньюкасл. Машины выделяются боевым модулем Leonardo Enforcer, а также уменьшенным на 1 посадочное место десантом. Это было сделано, чтобы уместить необходимые средства связи и электронику, включая систему РЭБ.
  - DTI «Tornado» — вариант Panther для ВС Таиланда.
- Автомобиль защищённый «Рысь» — модификация IVECO 65E19WM для российской армии, в соответствии с требованиями Министерства обороны РФ в конструкции автомашины должны использоваться детали российского производства.
  - МТР-БТ — машина технической разведки на базе «Рыси». Снабжена оборудованием и снаряжением для работы эвакуационных групп, осуществляющих поиск и вывоз в тыл поврежденной бронетехники. Кроме того, оборудована комплексом РЭБ[24].
  - BORZ — модифицированная версия автомобиля «Рысь», разработанная независимо от оригинального производителя и включающая в себя ряд улучшений, аналогичных IVECO LMV 2, такие как повышение защищённости корпуса, новый бампер и доработанное днище[25].
- IVECO LAV SF — вариант LMV без крыши, созданный по заказу подразделений спецназа Италии[26].
- IVECO LMV ShortCab — бронированный пикап, разработанный по заказу Департамента гражданской обороны Италии.
- IVECO Lynx SPS (Self-Protection System) — доработанный для ВС Бельгии совместно Iveco и FN Herstal LAV 2 с дополнительным бронированием, а также боевым модулем с пулемётом FN MAG и тепловизором[27].
- IVECO M65E19WM KALICH (Калих) — доработанный VOP-Cz и Kongsberg для нужд ВС Чехии M65E19WM LMV с дополнительным бронированием, чешским комплексом связи Mesita VICM и БИУС BVIS, двумя вариантами боевого модуля Protector RWS с пулемётом M2 QCB (предусмотрена замена на FN MAG или Mk. 19) и комплексом РЭБ Unival WBS-2500. В армии Чехии общевойсковой вариант с M2 QCB обозначается как LOV-50B.
  - LOV-50BVR 12.7 — командно-штабная версия для управления в звене «батальон-рота», включающая в себя замену 1 пассажирского сиденья на радиостанцию R-150M2 и установку дополнительной антенной мачты.
  - LOV-50 Pz — машина артиллерийского целеуказания, снабжённая боевым модулем EVPU ZSRD Pz вместо Protector, а также комплектуемая разведывательным комплексом SNPz (souprava náhradní průzkumná).
  - LOV-7.62B — версия для инженерных подразделений и частей РХБЗ, снабжённая боевым модулем EVPU ZSRD-07 с FN MAG вместо Protector, а также радиостанцией L3 Harris Falcon-3.
- IVECO LMV 2 — представленный на Eurosatory-2016 вариант с полностью новой силовой установкой, V-образным бронированным днищем и фильтровентиляционной установкой.
- IVECO LMV MEV (Medical Evacuation Vehicle)  — бронированная медицинская машина семейства LMV.
- IVECO LMV-BR — вариант IVECO LAV для армии Бразилии, выпускаемый на предприятии в городе Сети-Лагоас. Отличается комплексом связи бразильского производства и бразильской поворотной пулемётной турелью[28].
  - IVECO LMV-BR2 — версия LMV-BR с современной системой управления тактического звена и боевым модулем CTEx REMAX 4.

## Боевое применение
- Война в Афганистане (2001—2021): использовалась контингентами Бельгии, Великобритании Испании, Италии, Норвегии и Чехии в Афганистане. Суммарно в ходе конфликта повреждено и уничтожено не менее 16 бронеавтомобилей типа LMV и его модификаций.
- Вторая гражданская война в Чаде (2005—2010): использовались контингентом Хорватии (HRVCON) батальона «Север» миссии ЕС.[29]
- Военная операция России в Сирии: используется Сухопутными войсками России и МПМЦ ВС РФ. Как минимум одна машина была потеряна после наезда на мину.
- Военная операция Франции в Мали: использовались контингентом Чехии[30].
- Война в Ливане: используются контингентами Бельгии, Италии и Испании миссии ЮНИФИЛ.
- Вторая карабахская война: использовались РМК ВС РФ.
- Вторжение России на Украину (2022): используются обеими сторонами. Не менее трех бронеавтомобилей «Рысь» были захвачены и используются украинской стороной[31]. Как минимум по 3 образца LAV 3 и VTLM Lince ВСУ уничтожено Армией России, часть с ДУБМ Leonardo Hitrole Light.

## На вооружении
- Австрия — 150 Iveco LMV по состоянию на 2024 год[32]. Используется под обозначением GMF «Husar».
- Албания — 8 Iveco LMV по состоянию на 2024 год[33].
- Бельгия — 356 Iveco LMV по состоянию на 2024 год[34]. В 2024 году начата замена на Oshkosh CLV Falcon. 
  - В 2023-2024 годах 80 штук передано Украине и планируется трансфер ещё 300. Всего на вооружении Бельгия имела 440 штук.
- Бразилия — 420 Iveco LMV заказано по состоянию на 2024 год. Часть будет произведена по лицензии на предприятии IDV-Brazil. 105 из 420 машин получат боевой модуль CTEx REMAX 4. В Армии используются под обозначением VBMT-LSR 4X4 Guaicuru.
- Великобритания — 380 Panther CLV на вооружении по состоянию на 2024 год[35].
  - Всего было заказно 401 машина, несколько проданы в Таиланд.
- Испания — 258 Iveco LMV по состоянию на 2024 год[36]. Используется под обозначением Multipropósito Ligero Vehículo (MLV) 4Х4[37]. Всего в 2007 году было заказано 346 штук, первая партия прибыла в начале 2009.
- Италия — 1868 Iveco LMV и 34 Iveco LMV 2 на вооружении по состоянию на 2024 год[38]. В 2023 году неизвестное количество машин ранних серий выпуска передано Украине.
- Норвегия — 120 Iveco LMV на вооружении и 22 на хранении по состоянию на 2024 год[39]. 
  - В 2022 году 14 LAV 3 переданы Украине.
- Россия — в 2016 году — 67 машин[22]. Некоторое количество по состоянию на 2024 год[40]. Всего законтрактовано 358 единиц, планировали 1775 единиц, дальнейшие поставки отменены[41][42]. Некоторое количество машин передано 130-й бригаде военной полиции[43]. В 2017 году применялись для переброски сапёров МПМЦ ВС РФ в ходе разминирования освобождённых районов Сирии, 16 машин передано в 98-ю гвардейскую воздушно-десантную дивизию[44][45]. В Вооружённых силах используется под обозначением Автомобиль защищённый «Рысь» M65E19WM, а в МВД как Специальная боевая машина «Борз».
- Ливан — 45 Iveco LMV по состоянию на 2016 год.
- Сирия — несколько «Рысей» передано «Силам тигра» в 2016 году.
- Словакия — 40 Iveco LMV по состоянию на 2018 год.
- Тунис — небольшое количество Iveco LMV используется Национальной гвардией.
- Хорватия — 10 Iveco LMV по состоянию на 2024 год[46]. Всего в наличии имелось 14 штук, а также был получен опцион на 84 единицы. Опицон не был реализован, так как выбор был сделан в пользу Oshkosh M-ATV.
- Чехия — 120 Iveco LMV по состоянию на 2024 год[47]. Состоят на вооружении под обозначением Lehké obrněné vozidlo IVECO LOV-50.
- Украина  — более 80 Iveco LMV по состоянию на 2023 год. Некоторое количество по состоянию на 2024 год[48].

## Изображения
- Бронеавтомобиль Iveco LMV «Рысь» на международном форуме «Технологии в машиностроении 2012